# Зеленодольська сільська рада
Зеленодо́льська сільська рада (рос. Зелёнодольский сельский совет) — сільське поселення у складі Петропавловського району Алтайського краю Росії.
Адміністративний центр — село Зелений Дол.

## Населення
Населення — 1584 особи (2019; 1666 в 2010, 1708 у 2002).

## Склад
До складу сільської ради входять:
| Населений пункт        | Населення, осіб (2002) | Населення, осіб (2010) |
| ---------------------- | ---------------------- | ---------------------- |
| Зелений Дол, село      | 1376                   | 1401                   |
| імені Калініна, селище | 267                    | 239                    |
| Красний Восток, селище | 65                     | 26                     |